# Under the Pampas Moon
Under the Pampas Moon (bra: Sob o Luar dos Pampas) é um filme estadunidense de 1935, do gênero faroeste romântico, dirigido por James Tinling, e estrelado por Warner Baxter e Ketti Gallian. O roteiro de Ernest Pascal e Bradley King foi baseado em uma história de Gordon Morris.
A trama retrata a história de um gaúcho em busca de seu cavalo de corrida roubado, ao mesmo tempo em que tenta localizar uma cantora parisiense em Buenos Aires.
A produção marcou a estreia cinematográfica de Tito Guízar, embora seu pequeno papel não tenha sido creditado. Foi a primeira vez que Rita Hayworth foi creditada em um filme, sob seu nome verdadeiro, Rita Cansino.

## Sinopse
Cesar Campo (Warner Baxter), um destemido gaúcho argentino, cruza o caminho de Yvonne La Marr (Ketti Gallian), uma famosa cantora parisiense a caminho de uma apresentação em um cabaré de Buenos Aires. O avião em que ela está é forçado a pousar nos Pampas, onde Campo e seus cavaleiros os levam para um hotel. Rapidamente, Yvonne e Campo se apaixonam, mas ela precisa partir para cumprir seu compromisso na cidade. Enquanto isso, o cavalo de corrida favorito de Campo é roubado, deixando-o determinado a encontrar tanto a mulher quanto seu cavalo.

## Elenco
- Warner Baxter como Cesar Campo
- Ketti Gallian como Yvonne La Marr
- Frank Veloz como Dançarino
- Yolanda Casazza como Dançarina
- John Miljan como Gregory Scott
- J. Carrol Naish como Tito
- Soledad Jiménez como Mama Pepita
- Jack La Rue como Bazan
- George Irving como Don Bennett
- Blanca Vischer como Elena
- Rita Hayworth como Carmen (creditada como Rita Cansino)
- Armida como Rosa O'Flynn
- Ann Codee como Madame La Marr
- Philip Cooper como Little José
- Paul Porcasi como Pierre
- Max Wagner como Big José
- Chris Martin como Pietro

Não-creditados
- Tito Guízar como Cantor
- Sam Appel como Pedro, o barman
- Arthur Stone como Pai de Rosa
- George J. Lewis como Aviador
- Catherine Cotter como Empregada

## Produção
O título de produção do filme foi "The Gaucho". Em meados de maio de 1935, as férias de Warner Baxter e Ketti Gallian foram interrompidas para filmar algumas cenas adicionais, a fim de aprimorar a sequência de encerramento do filme.
A Fox Film Corporation foi liderada por Sidney Kent de 1930 a 1935. Porém, no início de 1935, a empresa estava à beira da falência, pois não conseguia gerar receita suficiente com suas produções. Enquanto isso, a Sol Lesser Productions fechou um contrato para produzir filmes com a Fox Film Corporation. Enquanto isso, na 20th Century Pictures, as bilheterias estavam indo muito bem, superando em muito as receitas da Fox. Em 31 de maio de 1935, durante a produção de "Under the Pampas Moon", da Fox Film Corporation, Kent anunciou que as duas empresas pretendiam se fundir. No mesmo dia, elas se uniram para formar a 20th Century Fox, que fez muito mais sucesso.

## Recepção
Por causa do papel de Warner Baxter como um gaúcho argentino, o filme foi citado como um "ensaio absurdamente datado sobre caricaturas sul-americanas".